# Кіберфемінізм
Кіберфемінізм — це феміністичний підхід, який висуває на перший план зв'язок між кіберпростором, Інтернетом і технологіями. Поняття кіберфемінізму може використовуватися для позначення філософії, методології чи спільноти. Термін був введений на початку 1990-х для опису роботи феміністок, зацікавлених у теоретизуванні, критиці, дослідженні та зміні Інтернету, кіберпростору та нових медіа-технологій загалом. Джерелами формування кіберфеміністської думки є «Маніфест кіборгів» Донни Гаравей, фемінізм третьої хвилі, постструктуралістський фемінізм, культура riot grrrl і феміністична критика замовчування жінок у дискусіях про технології.